# Карай (приток Черталы)
Карай (в верховье — Большой Карай) — река в Томской области России. Устье реки находится в 134 км от устья реки Чертала. Длина реки составляет 69 км, площадь водосборного бассейна 804 км².

## Бассейн
- 13 км: Малый Карай
  - 12 км: Третья Речка
  - 19 км: Вторая Речка
  - 22 км: Первая Речка
- 42 км: река без названия
- 56 км: Кулусай-Игай

## Данные водного реестра
По данным государственного водного реестра России относится к Верхнеобскому бассейновому округу, водохозяйственный участок реки — Васюган, речной подбассейн реки — Васюган. Речной бассейн реки — (Верхняя) Обь до впадения Иртыша.